# 坡缕石
坡缕石（英語：Palygorskite）又稱坡缕缟石、凸凹棒石、山軟木（石），分子式為Mg5Si20(OH2)(H2O)4·nH2O)是海泡石族的一种矿石，由蒙脱石转化而成，由含水的层链状镁质硅酸盐组成。其微观结构具有层、链、纤维状晶体结构和纳米级孔穴通道，有良好的吸附性、悬浮性、分散性、离子交换性。全球储量约有14亿吨。
在农业上，坡缕石可以降低农药和重金属残留，提高肥料利用率和作物产量。
坡缕石还是前哥伦布时期的玛雅文明使用的颜料玛雅蓝中的主要成分之一。